# Korte Zoutkeetsgracht
De Korte Zoutkeetsgracht is een korte straat tussen de Planciusstraat en de Houtmankade in de Planciusbuurt Noord in Amsterdam-Centrum. In 2000 besloot de gemeente om dit stukje kade langs de Zoutkeetsgracht om te dopen in Korte Zoutkeetsgracht. Hierdoor is een hoop verwarring bij postbodes, bezoekers en bestellers opgehelderd.
De voormalige christelijke Smallepadsschool op nummer 6 die in 1924 werd gebouwd is nu een gebouw met woon- en bedrijfsappartementen.
Tramlijn 3 maakt hier zijn lus tussen de Planciusstraat en de Houtmankade en heeft daar zijn eindpunt, dat volgens het Gemeentevervoerbedrijf nog steeds Zoutkeetsgracht heet. Vanaf 19 augustus 2020 heeft lijn 3 het eindpunt op de Korte Zoutkeetgracht voor minimaal 2 jaar verlaten in verband met werkzaamheden aan de Bullebakbrug in de Marnixstraat.